# Thomas Chakiath
Thomas Chakiath (ur. 10 września 1937 w Karukutty) – indyjski duchowny katolicki obrządku syromalabarskiego, w latach 1995 - 2012 biskup pomocniczy Ernakulam-Angamaly.

## Życiorys
Święcenia kapłańskie otrzymał 1 grudnia 1964.

## Episkopat
19 stycznia 1998 został mianowany biskupem pomocniczym archieparchii Ernakulam-Angamaly. Sakrę biskupią otrzymał 14 kwietnia 1998. 10 września 2012 przeszedł na emeryturę.